# メロン・アリーナ
シビック・アリーナ（Civic Arena）はペンシルベニア州ピッツバーグに所在した多目的アリーナ。NHLのピッツバーグ・ペンギンズの本拠地として使用された。

## 概要
1957年に着工して1961年9月19日に完成した。ステンレス鋼のアーチ型パネルを6枚組み合わせた格納式ドームで、開閉して屋外アリーナに変化した。後年の客席改修工事で、密閉したアリーナとなった。1990年にNHLオールスターゲームの舞台となり、WWEも1995年にサマースラムや2007年にアルマゲドンを開催した。しかし1999年にメロン・フィナンシャルが命名権を取得して、メロン・アリーナとなる。サドン・デス (映画)の舞台として使われた。
建物の老朽化などから2010年6月26日のジェームス・テイラーとキャロル・キングのコンサートを最後に閉場し、隣接地にコンソル・エナジー・センター（Consol Energy Center）が2010年8月にオープンした。

## 外部サイト
- 公式サイト